# Notaeolidia gigas
Notaeolidia gigas is een slakkensoort uit de familie van de Notaeolidiidae. De wetenschappelijke naam van de soort is voor het eerst geldig gepubliceerd in 1905 door Eliot.